# Metroon
Ein Metroon (Plural Metroa; von altgriechisch μήτηρ θεῶν „Göttermutter“) ist in der Antike allgemein ein Heiligtum der Kybele bzw. der mit ihr gelegentlich identifizierten Göttinnen Rhea oder Demeter oder der Magna Mater, ihrer römischen Entsprechung. 
Speziell werden zwei Tempelbauten als Metroon bezeichnet, nämlich:
- im antiken Athen das Heiligtum der Kybele an der Westseite der Agora von Athen, das gleichzeitig als Staatsarchiv diente, siehe Metroon (Athen)
- ein dorischer Tempel in Olympia vor der Schatzhaus-Terrasse, der unter Augustus für den Kaiserkult umgebaut wurde, siehe Metroon (Olympia)